# Административное деление Курска

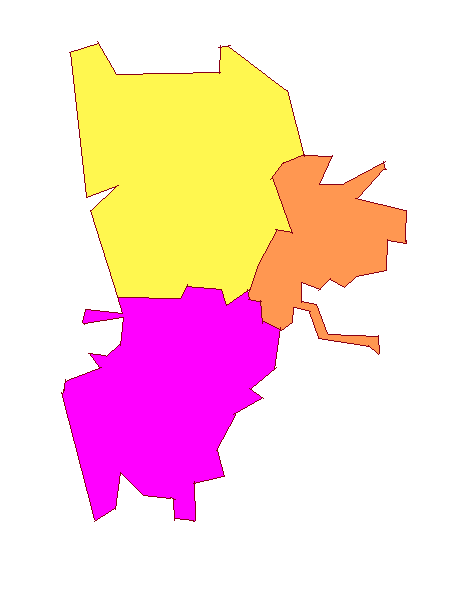
Округа города Курска
Центральный
Железнодорожный
Сеймский

Город Курск, административный центр одноимённой области, разделён на три округа, не являющихся муниципальными образованиями.
В рамках административно-территориального устройства области Курск является городом областного значения ; в рамках муниципального устройства в его границах образовано муниципальное образование город Курск со статусом городского округа с единственным населённым пунктом в его составе.

## Округа
| Название        | Население, чел. (2021) | Код ОКАТО  |
| --------------- | ---------------------- | ---------- |
| Центральный     | ↗241 301               | 38 401 365 |
| Железнодорожный | ↘63 699                | 38 401 369 |
| Сеймский        | ↘135 052               | 38 401 373 |

## История
По постановлению Президиума ВЦИК 20 мая 1936 года в границах города Курска были образованы три района: Ленинский, Дзержинский и Кировский. 1 июля 1937 года решением Президиума Курского облисполкома был образован четвёртый район в городе — Сталинский. Разделение города на 4 района было оформлено Указом Президиума Верховного Совета РСФСР от 19 сентября 1939 года. 17 августа 1956 года Указом Президиума Верховного Совета РСФСР Дзержинский и Сталинский районы были упразднены и объединены в один Промышленный район.
С 1960 до 1962 годы районное деление в городе временно было упразднено 26 июня 1962 года в Курске были восстановлены 3 района — Ленинский, Кировский и Промышленный.
Постановлением главы администрации города Курска от 4 февраля 1994 года «О реорганизации общей схемы управления городом Курском», районы города были преобразованы в округа, которые были соответственно переименованы с 1 марта 1994 года:
- Ленинский район — в Центральный округ
- Кировский район — в Железнодорожный округ
- Промышленный район — в Сеймский округ.

При этом, районные суды сохранили свои прежние названия.